# Pasquale Miglioretti

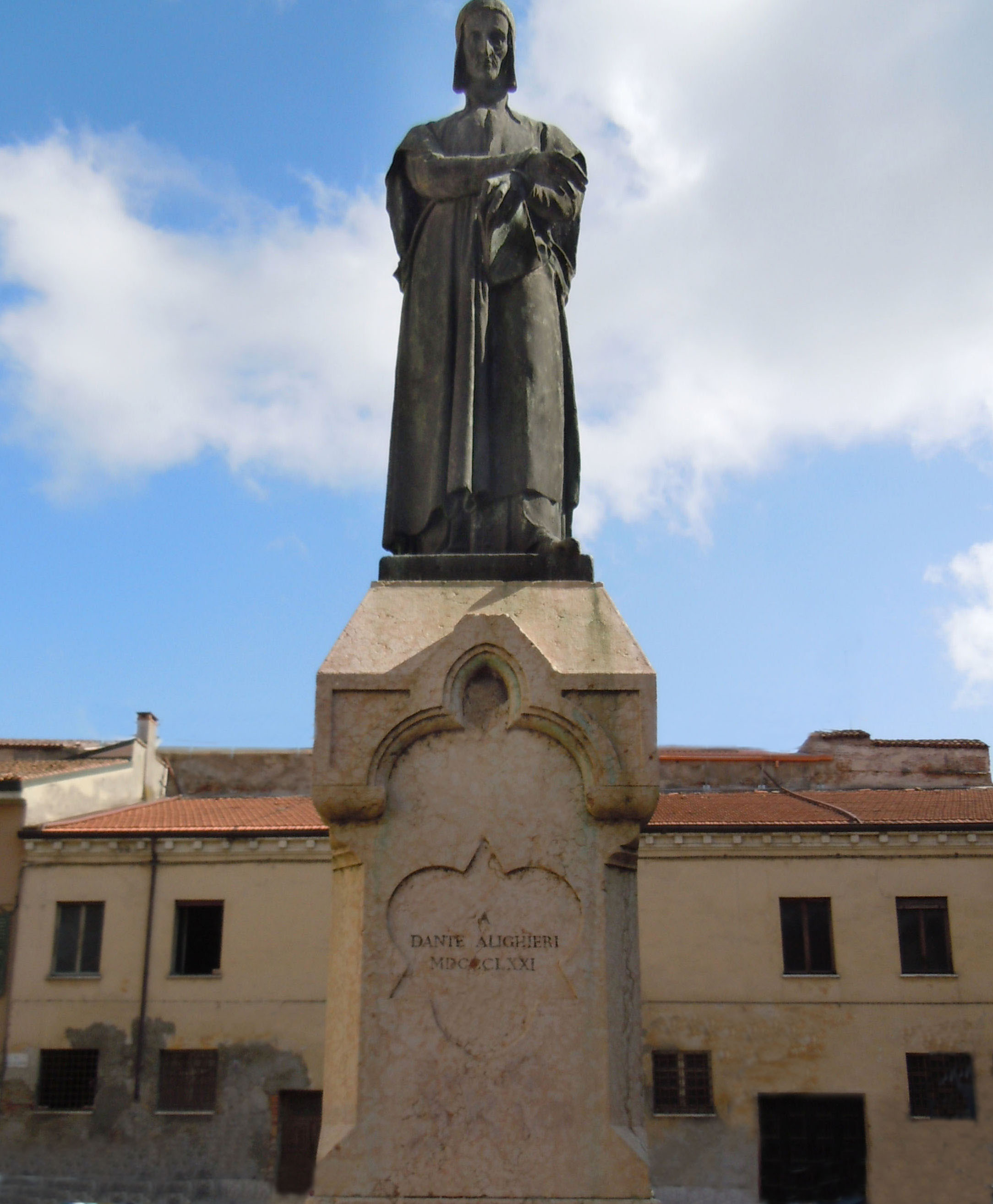
Mantova, monumento a Dante Alighieri

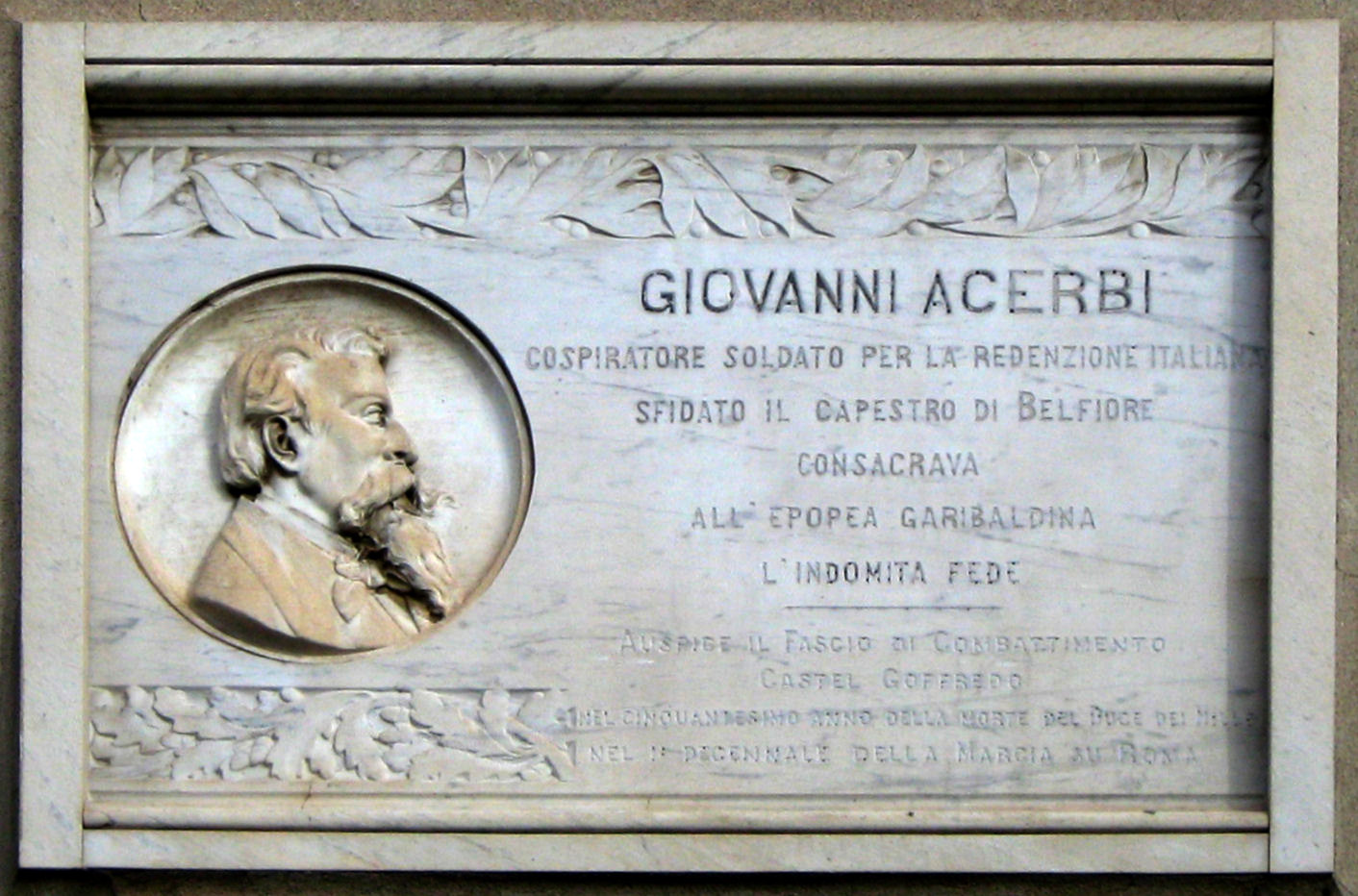
Castel Goffredo, lapide a Giovanni Acerbi, posta sulla facciata di Palazzo Gonzaga-Acerbi

Pasquale Miglioretti (Ostiglia, 26 febbraio 1822 – Milano, 17 febbraio 1881) è stato uno scultore italiano.

## Biografia
Figlio di Pietro e di Domenica Dalseno studiò presso l'Accademia di belle arti di Brera sotto la guida dello scultore Pompeo Marchesi.
Risiedette per molto tempo a Milano diventando esponente di spicco del romanticismo milanese ed esponendo molte sue opere all'Accademia di Brera.
Nel 1855 ottenne la medaglia d'oro all'Esposizione universale di Parigi e si riconfermò nel 1867 con l'opera a Charlotte Corday .
Nel 1860 nel duomo di Milano realizzò la statua di S. Amedeo.
Dal 1868 iniziò l'attività di sculture funebri e monumenti, tra i quali ad Ostiglia, sua terra natale, il monumento a Cornelio Nepote, storico romano.
Nel 1871 realizzò quello a Dante Alighieri a Mantova. Sempre a Mantova realizzò nel 1872 il monumento ai Martiri di Belfiore, collocato inizialmente in piazza Sordello, smontato nel 1930 su disposizione della Soprintendenza e nel 2002 ricostituito nella valletta di Belfiore.
Scolpì il monumento a Virgilio nella località di Pietole, l'antica Andes latina, luogo di nascita del poeta, opera inaugurata da Giosuè Carducci nel 1884.
Miglioretti progettò una lapide commemorativa in marmo bianco di Carrara in onore del patriota Giovanni Acerbi di Castel Goffredo; realizzata dallo scultore cremonese Adamo Anselmi, venne inaugurata il 30 ottobre 1932 e posta sulla facciata di palazzo Gonzaga-Acerbi.
Miglioretti morì a Milano il 17 febbraio 1881 e fu sepolto nel cimitero Monumentale, nel quale trovarono posto molte sculture da lui stesso realizzate. 
La città di Milano gli ha intitolato una via.